# Cadre-45/2-Weltmeisterschaft 1903

Veranstaltungsort: Paris

Die Cadre-45/2-Weltmeisterschaft 1903 war die erste FFB-Weltmeisterschaft, die bis 1947 im Cadre 45/2 und ab 1948 im Cadre 47/2 ausgetragen wurde. Das Turnier fand im März und April in Paris in Frankreich statt.

## Geschichte
Bis zu dieser ersten Amateurweltmeisterschaft wurden im Cadre 45/2 nur Weltmeisterschaften der Profis ausgetragen. In der deutschen Billard Zeitung verfasste der damals sehr bekannte deutsche Billardspieler Hans Niedermayr über mehrere Jahre die Entwicklung des Billardsports. In den ersten Jahren beschrieb er die Turniere die als Weltmeisterschaft in den Vereinigten Staaten von Amerika ausgetragen wurden. Die erste Weltmeisterschaft wurde vom 23. bis zum 26. Juni 1873 in New York in der Freien Partie ausgetragen. Es gewann der Franzoze Albert Garnier. Damals war es üblich, dass man den Weltmeister in einem Herausforderungsmatch fordern konnte. Somit fanden bis zur zweiten Weltmeisterschaft 1879, die auch in New York stattfand, sechs Herausforderungen statt. 1879 gewann dann der deutschstämmige Amerikaner Jacob Schaefer seinen ersten WM-Titel.
Die erste Cadre-Weltmeisterschaft wurde vom 26. März bis zum 6. April 1883 in Chicago ausgetragen. Es wurde Cadre 20/3 gespielt. In jedem Feld durften drei Karambolagen ausgeführt werden. Sieger wurde wieder Jacob Schaefer. Fast alle großen Karambolagemeisterschaften fanden damals in den USA statt. Es waren alles Profi-Turniere in denen für damalige Verhältnisse um sehr viel Geld gespielt wurde. In Europa gab es noch keine Billardverbände.
Das änderte sich erst nach dem nachträglich als Weltmeisterschaft gewerteten Turnier in Paris 1903. Es wurden die damals besten französischen und belgischen Billardspieler zu diesem Turnier eingeladen. Nach der Meisterschaft gründete sich der erste große Billardverband der Amateure. Mit dem ersten Präsidenten Raymond de Drée nannte sich der Verband Fédération des Sociétés Françaises des Amateurs de Billard (FSFAB). Kurz danach wurde wegen Meinungsverschiedenheiten in Regelfragen des Amateurbegriffs ein zweiter Verband gegründet. Dieser nannte sich Fédération Française de Billard (FFB). Alle Meisterschaften die der FFB ausrichtete wurden später als offizielle Weltmeisterschaften geführt.
Das Erste WM-Turnier wurde von dem Franzosen Lucien Rérolle beherrscht. Er gewann alle Partien und zeigte Leistungen die erst 1914 verbessert werden sollten. Genaue Ergebnisse der ersten Weltmeisterschaften des FFB bis 1914 sind sehr lückenhaft. Nach dem Turnier 1903 wechselten Hector Rasquinet und Léon Fouquet zum FSFAB und waren im FFB nicht mehr spielberechtigt. Die Ergebnisse des FSFAB, in dem die besten Profis spielten, wurden wesentlich besser dokumentiert. Die Leistungen waren dementsprechend auch besser als bei den Amateuren. So gewann Lucien Rérolle, der 1904 auch zu den Profis gewechselt war, 1907 die FSFAB-Weltmeisterschaft mit 20,40 GD.

## Turniermodus
Das ganze Turnier wurde im Round Robin System bis 400 Punkte gespielt. Bei MP-Gleichstand wird in folgender Reihenfolge gewertet:
1. MP = Matchpunkte
2. GD = Generaldurchschnitt
3. HS = Höchstserie

## Abschlusstabelle

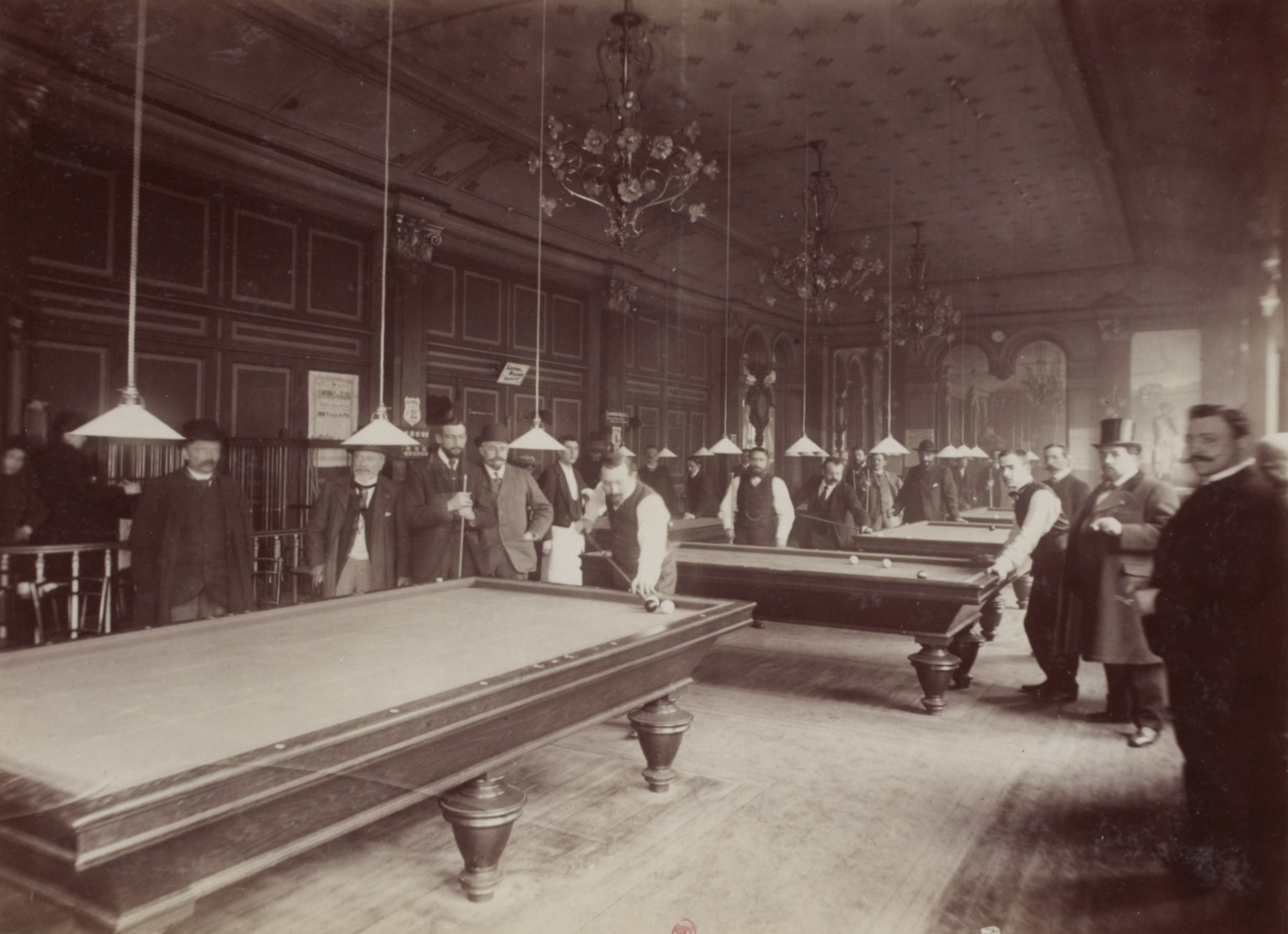
Café l’Eldorado 1903

| MP    | Match Points (Sieger = 2; Unentschieden = 1; Verlierer = 0) |
| Pkte. | Erzielte Karambolagen                                       |
| Aufn. | Benötigte Versuche                                          |
| GD    | Generaldurchschnitt                                         |
| BED   | Bester Einzeldurchschnitt eines Spielers                    |
| HS    | Höchstserie                                                 |
|       | Bester GD des Turniers                                      |
|       | Bester ED des Turniers                                      |
|       | Beste HS des Turniers                                       |
|       | 1. Platz (Gold)                                             |
|       | 2. Platz (Silber)                                           |
|       | 3. Platz (Bronze)                                           |

| 1                         | Lucien Rérolle   | 14:0 | 2800 | 176 | 15,90 | 33,33 | 109 |
| 2                         | Hector Rasquinet | 12:2 | 2791 | 284 | 9,82  | 10,52 | 91  |
| 3                         | Léon Fouquet     | 8:6  | 2555 | 303 | 8,43  | 10,52 | 67  |
| 4                         | Barthélémy Maure | 8:6  | 2400 | 296 | 8,10  | 12,12 | 82  |
| 5                         | Paul Léjeune     | 6:8  | 2075 | 351 | 5,91  | 7,27  | 47  |
| 6                         | Louis Naves      | 6:8  | 2094 | 369 | 5,67  | 6,06  | 62  |
| 7                         | Raymond de Drée  | 2:12 | 2205 | 339 | 6,50  | 7,54  | 49  |
| 8                         | ? Nélys          | 0:12 | 1844 | 401 | 4,59  | –     | 48  |
| Turnierdurchschnitt: 7,44 |                  |      |      |     |       |       |     |